# Guangzhou-Halbinsel
Die Guangzhou-Halbinsel (bulgarisch полуостров Гуангжоу poluostrow Guangschou, englisch Guangzhou Peninsula) ist eine in südwest-nordöstlicher Ausdehnung 3,4 km lange, 2,7 km breite, 5,02 Hektar große und größtenteils eisfreie Halbinsel am westlichen Ende von Nelson Island im Archipel der Südlichen Shetlandinseln. Der Harmony Point bildet ihren westlichen Ausläufer.
Die bulgarische Kommission für Antarktische Geographische Namen benannte sie 2021 nach der chinesischen Stadt Guangzhou, einem wichtigen Handelsplatz für die Robbenjagd des 19. Jahrhunderts.